# Tekavčič
Tekavčič je priimek več znanih Slovencev:
- Bogdan Tekavčič (1922—2015), ginekolog
- Fran Tekavčič (1862—1936), pravnik, gledališčnik
- Igor Tekavčič (*1950), nevrokirurg
- Ivo Tekavčič, šahist
- Manca Tekavčič Pompe, pediatrična oftalmologinja
- Maruša Tekavčič Veber, mednarodna pravnica
- Metka Tekavčič (*1961), ekonomistka, univ. profesorica in političarka
- Onja Tekavčič Grad (*1955), klinična psihologinja
- Rudolf Tekavčič, ornitolog